# 311 г. пр.н.е.
311 (триста и единадесета) година преди новата ера (пр.н.е.) е година от доюлианския (Помпилийски) римски календар.

## Събития

### В Азия
- Сключен е мир между Антигон, Лизимах, Птолемей и Касандър. Според условията всеки от тях си запазва териториите, които е управлявал дотогава, но Антигон получава властта над „цяла Азия“. Селевк не участва в споразумението, което поне официално не цели поделянето на наследството на Александър Велики и признава легитимността на неговия наследник Александър IV Македонски.[1]
- Селевкия става столица на владенията на Селевк.[2]

### В Сицилия
- Картагенците побеждават Агатокъл в бой при южната част на река Химера и напредват към Сиракуза като блокират града по суша и море.[3]

### В Римската република
- Консули са Гай Юний Бубулк Брут (за III път) и Квинт Емилий Барбула (за II път).
- Въведена е длъжността на duoviri navales.[3]
- Въведени са избори на военните трибуни.[3]
- Етруска атака над град Сутриум е отблъсната, а градoвете Клувие и Бовианум са завладени.[3]

## Починали
- Евагор, военачалник и служител на диадохския влдетел Антигон I Монофталм